# Radulphus Brito
‎Radulphus Brito, francoski jezikoslovec in filozof, * ?, † 1320.
1. ↑  CONOR
2. ↑  NUKAT — 2002.
3. ↑  Internet Philosophy Ontology project